# 이치조 미카코

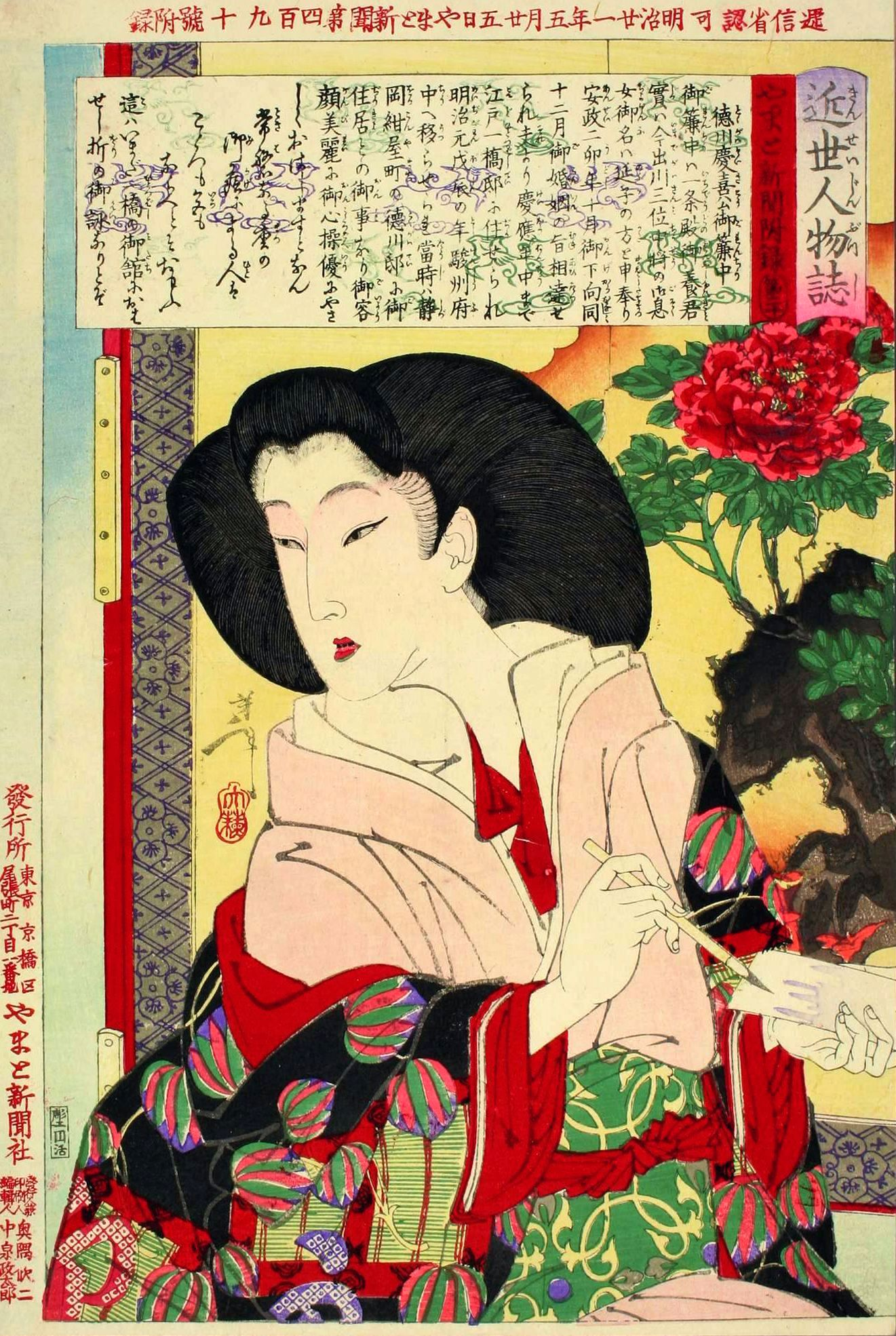
이치조 미카코

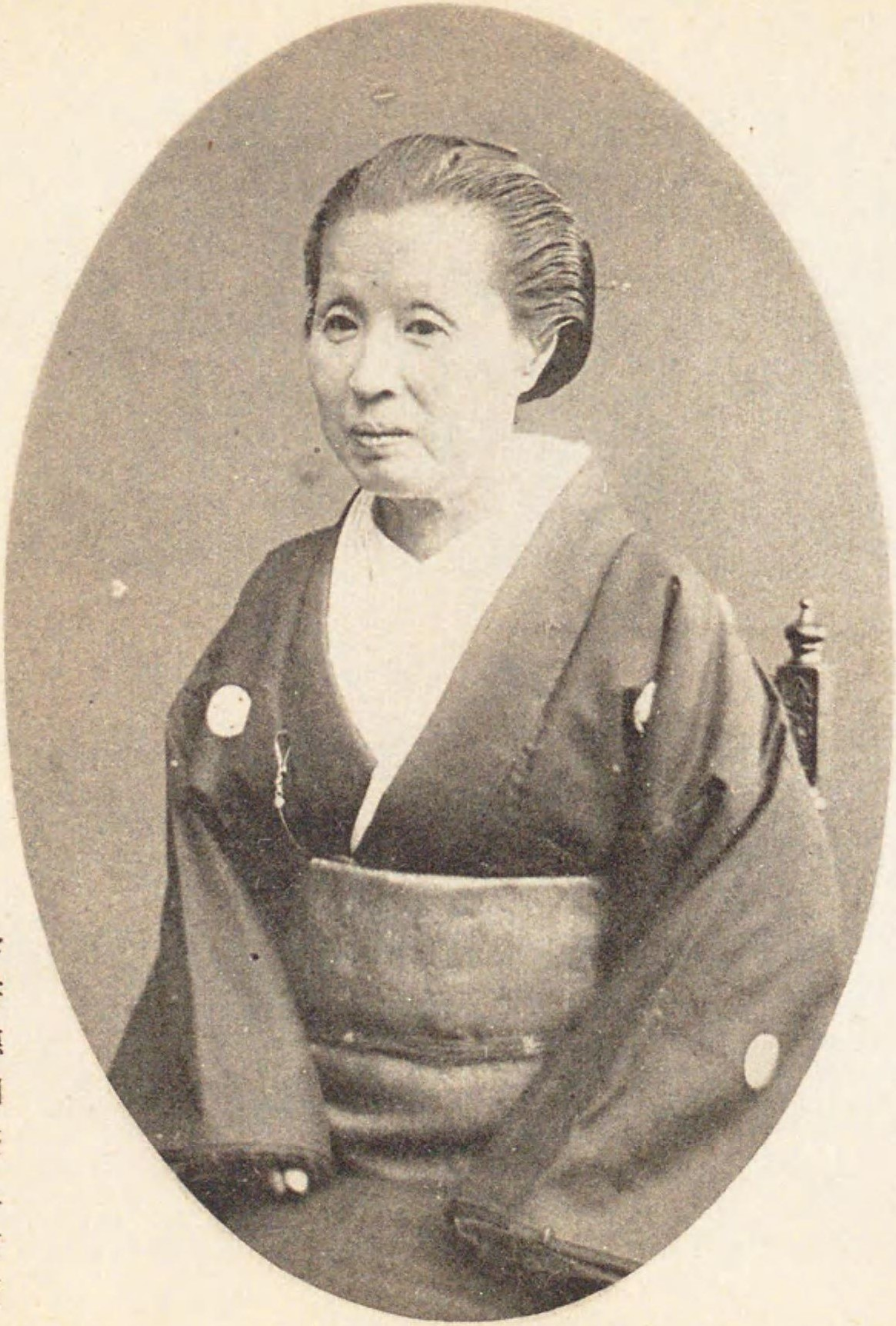
말년의 도쿠가와 미카코

이치조 미카코(一条 美賀子) 혹은 도쿠가와 미카코(徳川 美賀子)는 막말, 메이지 시대의 공가 출신의 여자이다. 일본 최후의 정이대장군 도쿠가와 요시노부의 정실로서 친부는 이마데가와 긴히사이며 양부는 이치조 다다카이다. 아명은 노부키미(延君).